# Одиннадцатое июля
«Одиннадцатое июля» — советский фильм 1938 года режиссёра Юрия Тарича, своеобразный сиквел его же фильма 1926 года «Лесная быль», но если в раннем фильме большевик Степан был героем второго плана, то в этом стал главным.

## Сюжет
О борьбе белорусского народа за утверждение советской власти в Белоруссии. Действие картины разворачивается в годы Советско-польской войны.
Польские интервенты вторгаются в город на реке Березине, и Красная армия вынужденно отступает. Патриотически настроенные жители создают партизанские отряды. Командиром одного из них избирают большевика Степана. Но в отряде есть предатель, находящийся в сговоре с польским шпионом Капустой, который выдаёт врагу местонахождение партизанского лагеря. Белополяки захватывают штаб партизан. Партизанам приходится отступать через непроходимые болота. Отряд соединяется с частями Красной армии, которые переходят в контрнаступление и одиннадцатого июля занимают Минск.

Когда Ю. Тарич ставил свой фильм «Одиннадцатое июля» (1938), он выступал и в роли дотошного историка. Он считал необходимым воссоздать на экране историю возникновения партизанского движения, проследить, как росло и ширилось сопротивление народа белопольским оккупантам, как приходили люди к осознанию своей роли в борьбе «за землю, за волю, за лучшую долю»— Кино Советской Белоруссии. - М.: Искусство, 1975. - 318 с. - стр. 26

## В ролях
- Николай Анненков — Степан Павлюков, командир партизанского отряда
- Григорий Плужник — Янко, брат Степана
- Мария Домашёва — тётка Павлючиха
- Владимир Шитенков — Алесь, младший брат Степана
- Кузьма Кулаков — Давид
- Василий Софронов — дед Авлос
- Владимир Лебедев — дядька Дрозд
- Галина Инютина — Таня, жена Степана
- Иван Клюквин — Кузьмич
- Сергей Комаров — Капуста
- Александр Мельников — Боровик
- Мария Алексеева — Марыля
- Александр Репнин — Кулик
- Иван Кузнецов — Кузнецов, военком
- Анатолий Алексеев — Жуков, красноармеец

В эпизодах:
- Пётр Гофман — ксендз
- Пётр Кириллов — священник
- Анатолий Нелидов — генерал
- Борис Шлихтинг — ротмистр
- Якуба Чеховской — жандарм
- Михаил Гродский — вахмистр
- Борис Феодосьев — поручик
- Степан Каюков — прислужник в церкви
- Любовь Мозалевская — молодая крестьянка с коровой
- Константин Сорокин — партизан
- Павел Первушин — партизан
- Степан Крылов — солдат
- Пётр Савин — солдат
- Иван Селянин — солдат